# بورت كارتير (كيبك)
بورت كارتير (بالإنجليزية: Port-Cartier)‏ هي بلدة و بلدية محلية في كيبيك تقع في كندا في Sept-Rivières Regional County Municipality. يقدر عدد سكانها بـ 6,651 نسمة ومساحتها 1,353.70 كم2 .